# Ruth Automobile Company
Ruth Automobile Company war ein US-amerikanischer Hersteller von Automobilen.

## Unternehmensgeschichte
Charlie Daniels, Mack Mock und Henry Outcelt gründeten 1907 das Unternehmen. Der Sitz war in North Webster in Indiana. Mock war der Konstrukteur. Sie begannen mit der Produktion von Automobilen. Der Markenname lautete Ruth, da jeder der drei Gründer eine Tochter namens Ruth hatte. Als Fabrik nutzten sie eine Scheune von Daniels. Der Absatz blieb auf die nähere Umgebung beschränkt. Ein Käufer war ein Arzt aus North Webster. Im gleichen Jahr endete die Produktion. Insgesamt entstanden nur wenige Fahrzeuge.

## Fahrzeuge
Im Angebot stand ein Highwheeler. Mit den großen Rädern eignete er sich gut für die damaligen schlechten Straßen. Ein Ottomotor trieb über eine Kette die Hinterachse an. Die einzige bekannte Karosserieform war ein offener Runabout. Er bot Platz für zwei Personen. Gelenkt wurde mit einem Lenkrad.